# Roman Bogucki
Roman Bogucki pseud. Suchy, Roman (ur. 24 grudnia 1904 w Warszawie, zm. 14 lutego 1943 tamże) – działacz komunistyczny, oficer Gwardii Ludowej (GL).

## Życiorys
Studiował na Wydziale Pedagogicznym Uniwersytetu Warszawskiego, jednak w 1926 za poglądy został usunięty z uczelni i powołany do wojska. Służył w 44 pułku piechoty Strzelców Kresowych w Równem, gdzie otrzymał stopień podporucznika. W 1927 wstąpił do KPP. Wkrótce za działalność komunistyczną został zwolniony z wojska i przeniósł się na Wołyń, gdzie był nauczycielem.
W 1934 wrócił do Warszawy i otrzymał posadę w Szkole Robotniczej Towarzystwa Przyjaciół Dzieci. Nadal działał w KPP, za co był kilkakrotnie aresztowany i więziony. W 1940 był współzałożycielem Stowarzyszenia Przyjaciół ZSRR. Członek PPR od momentu jej powstania. Skierowany do pracy w warszawskim sztabie GL jako instruktor wojskowy, prowadził wykłady i ćwiczenia w szkole GL w Chylicach pod Warszawą, gdzie przygotowywano żołnierzy pierwszego oddziału partyzanckiego GL. Od połowy 1942 członek warszawskiego sztabu GL. Niedługo potem wszedł w skład spec-grupy Sztabu Głównego GL i brał udział w akcjach bojowych. 24 października 1942 na czele trzyosobowej grupy dokonał zamachu na przeznaczoną dla Niemców kawiarnię Café Club, wrzucając do lokalu wiązkę granatów. Od jesieni 1942 był kierownikiem centralnej „techniki” GL. 14 lutego 1943 został osaczony przez Niemców w restauracji na Starym Mieście. Początkowo ostrzeliwał się, a kiedy stwierdził, że sytuacja jest bez wyjścia, popełnił samobójstwo.
Został pochowany na cmentarzu Wojskowym na Powązkach w Warszawie (kwatera 6B-9-19).

## Upamiętnienie
Od 24 listopada 1961 do 18 czerwca 1998 ulica w Warszawie, w dzielnicy Żoliborz, nosiła nazwę ulicy Romana Boguckiego. Obecnie jest to ulica imienia Witolda Lutosławskiego.